# 矢野目美有
矢野目 美有（やのめ みゆ、1991年2月27日 - ）は、日本の女性タレント、グラビアアイドル。愛称、みゆみゆ。
栃木県宇都宮市出身。元プラチナムプロダクション所属。女性アイドルグループ『ユルリラポ』の元メンバー。既婚で一児の母。

## 略歴
- 2012年、ミスヤングチャンピオン2012にエントリーし、ファイナリストまで進むもグランプリ受賞はならなかった[2]。同年10月31日、1stDVD『MIYU COLOR』を発売。
- 2013年12月、それまで所属していたルピナスプロダクションを退所[3]。プラチナムプロダクションに移籍する。
- 2015年2月、アイドルユニット『ユルリラポ』のメンバーとなる[4]。
- 2016年6月26日、代官山LOOPで行われたワンマンライブをもってユルリラポを卒業[5]（後任メンバーは阿比留夏海[6]）。

## 人物
- 趣味は料理、スノーボード、漫画を読むこと。特技はトランペット。
- クラゲが好きで、モノ・マガジンの取材で水族館に行った際「クラゲって何してもカワイイし、本当に癒される」と評価している[7]。
- ルピナスプロダクション時代は長瀬麻美（現AV女優）や王崎まりな（現在はMINERVA AGENCY所属）と仲が良かった[8]。

## 作品

### シングル
ユルリラポ
- 午前2時のロンリーガール（2015年6月10日、PPRC-0011）
- Aitai Aitai（2016年4月6日、PPRC-0016）

### 映像作品
- MIYU COLOR（2012年10月31日、BNS/PODVD-0098）
- トキメキ美有（2015年10月23日、イーネット・フロンティア/ENFD-5673）

## 出演

### テレビ番組
- NANANAなでしこ～ベガスタイル～（2012年1月 - 3月、スカパー!216ch）[9]
- 西口EXチャンネル『EXスーパーアイドルQueen』（2012年 - 2013年、スカパー!）
- アイドリーーーム!!（2015年4月12日、Kawaiian TV）ゲスト出演

### 映画
- ミスヤンチャン学園・飯田橋女子高校〜とどけ!乙女の想い〜KISS部（2013年1月30日、監督：ウンノヨウジ）- 美有 役[10]

### 舞台
- 劇団チキンハート「房総学園期末テスト～初めての宇宙旅行～」（2012年11月2日 - 7日、シアターモリエール）[11]

### ミュージックビデオ
- 西野カナ『恋する気持ち』（アルバム「with LOVE」所収、2014年）[12]